# Mina latina
Mina latina, pubblicato nel 1998, è un album raccolta della cantante italiana Mina.
Questa raccolta non è inclusa nella discografia sul sito ufficiale minamazzini.com.

## Il disco
Questo album racchiude per la prima volta tutte le cover di successi italiani incise da Mina in lingua spagnola, nel periodo Ri-Fi (1964-1967). Si tratta dunque di materiale ambitissimo dai collezionisti che, salvo rare occasioni, hanno sempre avuto grandi difficoltà nel reperirli, e comunque soltanto su supporti analogici in vinile.
Nel 1999 ne verrà pubblicato un altro capitolo, con titolo Mina latina due.

## Tracce
1. Si lloras si ríes (Se piangi se ridi) - 2:28 -
 (Bobby Solo-Gianni Marchetti-Mogol) Edizioni Fama 1965
2. Mi hombre sera (È l'uomo per me) - 2:23 -
 (Diane Hildebrand-Gaspare Gabriele Abbate-Vito Pallavicini) Edizioni Peer 1965
3. Se que no es así (So che non è così) - 2:15 -
 (Alberto Testa-Augusto Martelli-Bruno Martelli) Edizioni Caroan 1965
4. Qué harás (Tu farai) - 2:17 -
 (Alberto Testa-Augusto Martelli-Bruno Martelli) Edizioni Settebello - 1965
5. Y si mañana (E se domani) - 3:05 -
 (Giorgio Calabrese-Carlo Alberto Rossi) Edizioni C.A. Rossi 1967
6. Un año de amor (Un anno d'amore) - 3:12 -
 (Nino Ferrer-Alberto Testa-Mogol-Testo spagnolo: Gaby Verlor) Edizioni Settebello - 1965
7. Ciudad solitaria (Città vuota) - 2:42 -
 (Doc Pomus-Mort Shuman-Giuseppe Cassia-Testo spagnolo: Mapel) Edizioni Aberbach - 1965
8. Un hoyo en la arena (Un buco nella sabbia) - 2:22 -
 (Alberto Testa-Piero Soffici) Edizioni Supersonic 1964
9. Canta muchachita (Canta ragazzina) - 2:52 -
 (Iller Pattacini-Prog) Edizioni Fama 1967
10. Una casa encima del mundo (Una casa in cima al mondo) - 2:58 -
 (Pino Donaggio-Vito Pallavicini) Edizioni Curcio 1966
11. Yo soy la que soy (Io sono quel che sono) - 2:13 -
 (Mogol-Enrico Polito) Edizioni Successo 1965
12. Adiós (Addio) - 2:28 -
 (Antonio Amurri-Piero Morgan) Edizioni General Music 1965
13. Ahora o jamás (Ora o mai più) - 2:26 -
 (Antonio Amurri-Gianni Ferrio) Edizioni Peer 1966
14. La inmensidad (L'immensità) - 2:34 -
 (Don Backy-Detto Mariano-Mogol) Edizioni Clan 1967
15. Si no estuvieras tu (Se tu non fossi qui) - 3:02 -
 (Carlo Alberto Rossi-Marisa Terzi-Testo spagnolo: Antartide) Edizioni California 1966

## Dettagli brani
Si lloras si ríes (Se piangi se ridi)
Presentata originariamente da Bobby Solo e dai New Christy Minstrels al Festival di Sanremo 1965. La versione di Mina uscì su 45 giri abbinata a Più di te. Questa versione in spagnolo fu pubblicata all'estero nello stesso anno su extended play in Spagna a insieme Y si mañana, Qué harás e El ángel de la guardia.
Mi hombre de la sera (È l'uomo per me)
Pubblicata su CD solo in Spagna nel 1993. Versione italiana di He Walks Like a Man (un successo di Jody Miller), uscita nel 1964 su 45 giri abbinata a So che non è così. Questa versione in spagnolo fu pubblicata in Spagna nel 1966 su extended play insieme a Ciudad solitaria, Se que non es así e El crossfire.
Se que non es así (So che non è così)
Per la prima volta su CD. Pubblicata nel 1965 su 45 giri, abbinata a È l'uomo per me. Questa versione in spagnolo fu pubblicata in Spagna l'anno seguente su extended play (vedi Mi hombre de la sera).
Qué harás (Tu farai)
Pubblicata in italiano nel 1964 su 45 giri abbinata a Io sono quel che sono. Questa versione in spagnolo fu pubblicata in Spagna nel 1965 su extended play (vedi Si lloras si ríes).
Y si mañana (E se domani)
Presentata originariamente da Fausto Cigliano e Gene Pitney al Festival di Sanremo 1964. La versione di Mina uscì su 45 giri abbinata a Un anno d'amore (il singolo esiste anche con l'accoppiata E se domani/Brava). Questa versione in spagnolo fu pubblicata in Spagna nel 1965 su extended play (vedi Si lloras si ríes).
Un año de amor (Un anno d'amore)
Per la prima volta su CD. Versione italiana di C'est irreparable di Nino Ferrer uscita nel 1965 su 45 giri abbinata a E se domani (il singolo esiste anche con l'accoppiata Un anno d'amore/Era vivere). Questa versione in spagnolo risulta pubblicata solo in un 45 giri di stampa argentina con l'abbinamento a Brava, e in LP sempre di stampa argentina, Studio Uno. Mina ne ha inciso anche una versione in giapponese e una versione in turco. Nel 1991 Pedro Almodóvar riadatta il testo in spagnolo per il film Tacchi a spillo, ad interpretarla è un Miguel Bosé versione "drag queen", mimandola sulla voce di Luz Casal; questa versione è stata ripresa da Mina nel 2007 per il suo album in spagnolo Todavía, eseguita questa volta in duetto con Diego "El Cigala".
Ciudad solitaria (Città vuota)
Pubblicata su CD solo in Spagna nel 1993. Versione italiana di It's a Lonely Town (un successo di Gene McDaniels), uscita nel 1995 su extended play abbinata a È inutile e Valentino vale, poi anche su 45 giri abbinata a È inutile. Questa versione in spagnolo fu pubblicata in Spagna nel 1966 su extended play (vedi Mi hombre de la sera).
Un hoyo en la arena (Un buco nella sabbia)
Pubblicata in italiano nel 1964 su 45 giri abbinata a Se mi compri un gelato. Questa versione in spagnolo fu pubblicata solamente in un LP destinato al mercato sudamericano.
Canta muchachita (Canta ragazzina)
Per la prima volta su Compact disc|CD. Presentata originariamente da Bobby Solo e Connie Francis al Festival di Sanremo 1967. La versione di Mina fu pubblicata su 45 giri abbinata a L'immensità. Questa versione in spagnolo di Mina fu pubblicata solo in un 45 giri rarissimo uscito in Argentina con l'abbinamento di La inmensidad.
Una casa en cima del mundo (Una casa in cima al mondo)
Per la prima volta su CD. Presentata originariamente da Claudio Villa e Pino Donaggio al Festival di Sanremo 1966. La versione di Mina uscì su 45 giri abbinata a Se tu fossi qui. Questa versione in spagnolo fu pubblicata in Spagna lo stesso anno su un extended play insieme a Yo soy la que soy, Adiós e Ahora o jamás.
Yo soy la que soy (Io sono quel che sono)
Pubblicata in italiano nel 1964 su 45 giri abbinata a Tu farai. Questa versione in spagnolo fu pubblicata solo in un LP in Argentina nel 1966.
Adiós (Addio)
Per la prima volta su CD. Pubblicata in italiano nel 1965 su 45 giri abbinata a Ora o mai più. Questa versione in spagnolo fu pubblicata in Spagna nel 1966 su extended play (vedi Una casa encima del mundo).
Ahora o jamás (Ora o mai più)
Per la prima volta su CD. Pubblicata in italiano nel 1965 su 45 giri abbinata a Addio. Questa versione in spagnolo fu pubblicata in Spagna nel 1966 su extended play (vedi Una casa encima del mundo).
La inmensidad (L'immensità)
Per la prima volta su CD. Presentata originariamente da Don Backy e Johnny Dorelli al Festival di Sanremo 1967. La versione di Mina uscì su 45 giri abbinata a Canta ragazzina. Questa versione in spagnolo fu pubblicata solo in Argentina su un 45 giri (vedi Canta muchachita).
Si no estuvieras (Se tu non fossi qui)
Pubblicata su CD solo in Spagna. Pubblicata in italiano nel 1966 su 45 giri abbinata a Una casa in cima al mondo. Questa versione in spagnolo fu pubblicata in Spagna nello stesso anno su extended play (vedi Una casa encima del mundo).